# Coleophora aeneostrigella
Coleophora aeneostrigella é uma espécie de mariposa do gênero Coleophora pertencente à família Coleophoridae.